# Michael McKinnell
Michael McKinnell (Salford, Gran Mánchester, Reino Unido, 1935-Rockport (Massachusetts), 27 de marzo de 2020) fue un arquitecto estadounidense y cofundador de la firma de diseño arquitectónico Kallmann McKinnell & Wood.

## Biografía
En 1962, McKinnell, que era un estudiante graduado de la Universidad de Columbia en ese momento, y el profesor de Columbia, Gerhard Kallmann, presentaron el diseño ganador para el Ayuntamiento de Boston, que se inauguró en 1968. McKinnell y Kallman se mudaron a Boston poco después de ganar la competencia y fundaron su firma, ahora conocida como Kallmann McKinnell & Wood, en 1962.

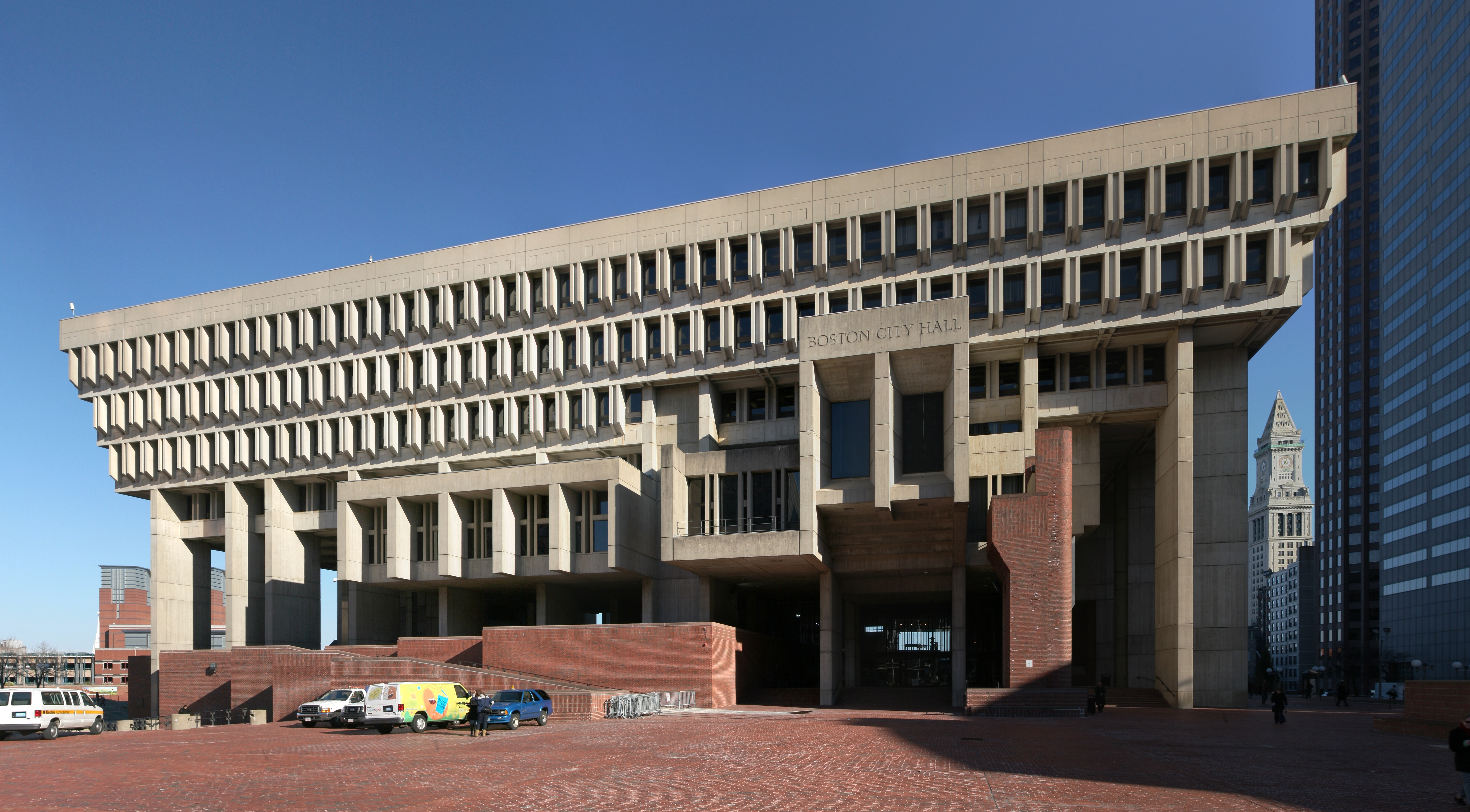
Ayuntamiento de Boston

McKinnell estudió en Salford Grammar School y se graduó de la Universidad de Mánchester (Inglaterra), en 1958 y recibió una maestría en arquitectura de la Universidad de Columbia en 1960. McKinnell Kallman & Wood recibió ocho premios de honor y el premio Firma del Año 1984 del Instituto Americano de Arquitectos. Los proyectos de McKinnell incluyeron edificios como: el Centro de Convenciones Hynes de Boston, la sede de la Academia Americana de las Artes y las Ciencias en Cambridge y el Centro de Visitantes de la Independencia en Filadelfia, así como embajadas, juzgados, bibliotecas y edificios en numerosas universidades, incluidas Harvard, Yale, Princeton y Emory. Trabajó en la facultad de la Escuela de Graduados de Diseño de Harvard durante veinticinco años y como profesor de la Práctica de Arquitectura en el Instituto de Tecnología de Massachusetts. Dio conferencias y enseñó en muchas otras universidades. En 1989 fue el arquitecto de la residencia de la Academia Americana en Roma. Fue becario Fulbright, recibió la Medalla de Plata de la Royal Manchester Institution, fue miembro asociado del Royal Institute of British Architects y fue reconocido por la Boston Society of Architects con un Premio de Honor en 1994. McKinnell fue nombrado miembro de la Comisión de Bellas Artes de EE. UU., en 2005. Se jubiló en 2011.

## Muerte
Murió el 27 de marzo de 2020 debido a complicaciones con la enfermedad del COVID-19 causada por el virus del SARS-CoV-2.